# Minor Calvo
Minor de Jesús Calvo Aguilar (n. Cartago, 9 de enero de 1964) es un chef, sacerdote católico y personaje de la radio nacido en Cartago, condenado por estafa en 2007.

## Su obra
El padre Minor saltó al ojo público por ser acusado de estafa y autor intelectual del asesinato de Parmenio Medina. Era capaz de congregar a muchas personas a la iglesia de Paso Ancho que estaba a su cargo.
Luego tuvo un microprograma televisivo en su país, que duraba unos 3 minutos. Llamado: "Un minuto con Dios" en el cual leía un pasaje bíblico y lo analizaba, aplicándolo a la vida diaria. Este programa le deparó popularidad al padre, quien pronto se trasladó a la radio.
Fundó Radio María de Guadalupe con la ayuda de numerosos empresarios, pero también con aportes monetarios recogidos en campañas de donación organizadas por su emisora, a través de distintos eventos, desde lo social, hasta incluso personas que se hacían presentes a la radio para depositar sus donativos.
En su apogeo, su emisora Radio María de Guadalupe recolectaba aproximadamente ¢1.000.000 (unos $2500 de aquel entonces) diarios, lo cual es una cifra récord en la radio costarricense, solo superado por programas (televisivos, pues en radio nadie ha logrado esas cifras) creados específicamente para recolectar dinero, como Teletón o la Cadena Mayor.
Por su parte, la Familia Mundial de Radio María publicó varios espacios pagados en los periódicos donde se aclaraba la usurpación del nombre "Radio María" (como marca ya registrada) (La Nación, domingo 19 de marzo de 2000). El nombre de "Radio María" está protegido por la ley costarricense #7978 del 1 de febrero de 2000 y que fue registrado en Costa Rica el 29 de agosto de 1995 con registro #92596, al tomo 301, folio 63.

## Polémica
Sin embargo, críticas provenientes de un programa humorístico-satírico radiofónico, llamado La Patada y conducido por el colombiano Parmenio Medina (asesinado en el 2001), crearon roces entre el padre y los medios de comunicación, pues La Patada denunció malversación de fondos por parte de "Radio María de Guadalupe". La Patada se caracterizaba por su humor de corte sarcástico, y el blanco de sus bromas solía ser la corrupción, el fútbol, la política, y ahora, "Radio María de Guadalupe".
Esta versión fue apoyada incluso por algunos ex empleados de la radio, pero fue negada por el padre, a pesar de que pesaban pruebas en su contra:
- varios miembros de su familia y amigos hicieron constantes viajes a Estados Unidos en compañía del padre, financiados con dinero de origen no esclarecido

- no se entregaba recibos de pago a los donantes. Esto impedía realizar una contabilidad clara

La situación empeoró cuando el sacerdote fue interceptado en su auto por un oficial de la Fuerza Pública de Costa Rica (la policía de Costa Rica) manejando en horas de la noche en el Parque Metropolitano La Sabana (que no es una zona de paso vial, y que en su mayor parte, no cuenta con iluminación nocturna) en compañía de un menor de edad. Sin embargo el padre no fue sorprendido cometiendo un ilícito.

## Cierre de Radio María de Guadalupe
Debido a la situación sumamente polémica, Monseñor Román Arrieta Villalobos (quien moriría 2 años más tarde), máxima autoridad católica de Costa Rica, decidió concluir las operaciones de la radio. Diversas agrupaciones se manifestaron en contra del cierre, como fueron ciertos grupos de taxistas y otros seguidores de la radio. Pero la decisión estaba tomada, y se llevó a cabo. 
Hoy en día, la frecuencia es utilizada por la emisora "La Paz del Dial" y sigue siendo de corte religioso, pero no mantiene ningún vínculo con Calvo ni su forma de actuar.

## El asesinato de Parmenio
El 7 de julio de 2001, Parmenio Medina fue asesinado a balazos en la entrada de su vivienda. Tal crimen fue perpetrado por una banda de sicarios, quienes huyeron de la escena del crimen rápidamente, según la policía, en un Hyundai gris.

## El juicio de Parmenio Medina
El 18 de octubre de 2005 dio inicio en los tribunales de San José el juicio por el asesinato del comunicador Parmenio Medina. El juicio compete a los tribunales de Heredia, pero por motivos de espacio y seguridad, se decidió trasladarlo a la capital costarricense, a unos 10 km de Heredia.
Minor de Jesús Calvo y Omar Chaves figuran en la causa como autores intelectuales del juicio, en el que también existen otros 7 imputados, por integrar, en distintos momentos y funciones, el engranaje criminal que llevó al asesinato del conductor de La Patada.

### Algunas cifras del juicio
- 9 tomos de expedientes judiciales (uno por cada indiciado)
- 91 casetes, producto de intervenciones telefónicas (parte de las cuales ya ha sido ventilada por medios como el Diario Extra)
- 145 testigos (algunos de los cuales sufrieron intentos de coacción -intento por parte de uno o varios individuos, por modificar un testimonio que de otra manera, sería incriminatorio para dichos individuos-)
- 803 documentos del Ministerio Público (órgano acusador del estado) argumentando la causa penal contra los acusados

El 18 de diciembre de 2007, después de 2 años se condena al padre Minor a 15 años de prisión por estafa, en relación con la estación católica Radio María de Guadalupe, aunque fue absuelto de participar en el asesinato de Parmenio Medina. Por otra parte, Omar Chávez fue condenado a 35 años de prisión por el asesinato de Medina y 12 por estafa en relación con Radio María de Guadalupe, mientras que otro de los acusados fue sentenciado a 30 años por el asesinato. En total, de los 9 imputados, 6 fueron absueltos y 3 condenados, lo que ha generado gran polémica en el país.

## Regreso a la radio
A finales de agosto del 2008, Calvo regresó a la radio con un programa el cual pretendía transmitir desde prisión, sin embargo, por tratarse de circunstancias similares por las que fue encarcelado, esto le ha sido prohibido.

## Actualmente
Minor de Jesús Calvo no ejerce como sacerdote en la actualidad. En El Carmen de Cartago, carretera al Volcán Irazú, trabaja en un negocio familiar. Un restaurante que por muchos años llamado "La Casona de Cartago" y cuya especialidad eran las carnes, hoy en día pertenece a una cadena de restaurantes de Grupo Plaza, la cual se llama “La Casona Mexicana”, donde se sirven platillos de la mencionada cultura.